# Sultanat Bahmànida

El sultanat bahmànide, cap al 1470

Els bahmànides foren una dinastia que va governar Dècan del 1347 al 1527. Un grup d'emir o nobles musulmans turcs dirigits per Ismail Mukh es va revoltar amb èxit contra el sultà de Delhi, Muhammad ibn Tughluk. Un dels nobles principals va suplantar Ismail i fou proclamat sultà sota el nom d'Ala al-Din Hasan Bahman Shah (1347) iniciant la dinastia bahmànida (1347) que va tenir capital a Gulbarga.
El seu domini cap al sud quedava tallat per les muntanyes i a l'oest, més enllà de la regió dels Ghats Occidentals, el domini fou discontinu i Goa per exemple va ser ocupada i perduda diverses vegades. El límit sud era el riu Tungadhabra i més al sud s'enfrontaren als reis de Vijayanagar.
El primer sultà Ala al-Din Bahmam Shah es va estendre cap a Berar al nord, fins a la riba esquerra del Tunghabhadra al sud, i de Dabal a l'oest fins a Telingana a l'est cap a Golconda. Va fer la guerra amb Vijayanagar el 1347 i 1349. Muhammad Shah que va succeir al seu pare el 1358 va fer la guerra amb Vijayanagar (1365-1366) i Warangal (1371) i va adquirir un gran botí; es diu que uns 500000 hindús foren morts durant el seu regnat. Les fronteres es van estendre per Telingana el 1373; va morir el 1375 i el va succeir el seu fill Mujahid Shah, que fou assassinat al cap de tres anys pel seu oncle Daud o Dawud Khan, que el va succeir (1378) però el mateix any fou assassinat i Muhammad, net del fundador de la dinastia, fou proclamat sultà, governant de manera pacífica fins a la seva mort el 1397. El va succeir el seu fill Ghiyath al-Din, que només va regnar dos mesos sent deposat i cegat per l'esclau malcontent Lalchin, que va proclamar sultà al seu germà Shams al-Din. Però Firuz Khan i Ahmad Khan, nets de Bahman Shah, que estaven casats respectivament amb dues germanes de Ghiyath al-Din, es van revoltar i forçant el pas fins a palau van fer presoners a Shams al-Din i Lalchin després de cinc mesos de govern. Firuz fou proclamat sultà (1397) i Shams al-Din fou cegat i Lalchin executat. Firuz fou proclamat sultà amb títol de Tadj al-Din. El 1398 el raja de Vijayanagar va envair el Raichur Doab, i Firuz va iniciar la guerra contra aquest raja al que va derrotar, saquejant una part dels seus territoris. El 1404 el raja va avançar cap a Mugdal i es va reprendre la guerra però altre cop Vijayanagar fou derrotat i va haver de demanar la pau (1406) que li fou concedida a canvi de donar la seva filla en matrimoni al sultà i pagar un tribut en elefants, joies i diners; el fort de Bankapur fou cedit als bahmànides com a dot. El 1417 el sultà va atacar la fortalesa de Pangal a Telingana i els rages de Vijayanagar i Warangal, entre d'altres, van córrer en ajut dels assetjats; les forces bbahmànides foren delmades per una pesta però tot i així va presentar batalla als atacants, sent no obstant derrotat i els musulmans massacrats, i Firuz perseguit fins als seus dominis que en part foren saquejats (1420). El sultà es va posar malalt i va abdicar finalment el 1422 en favor del seu germà Ahmad Shah.
Ahmad va avançar cap al riu Tungabhadra i va derrotar el raja de Vijayanagar (1422); es va signar la pau per la qual el raja va haver de pagar el tribut enderrarit; el mateix any 1422 Ahmad va saquejar Warangal i el 1424 Warangal fou ocupada i s'hi va establir un governador bahmànida. El 1428 van lliurar una guerra victoriosa contra Hushang Shah de Malwa per Kherla, seguida el 1430/1431 d'una guerra (en aliança amb Jhalawar) contra Gujarat que va acabar en fracàs. El 1430 va fundar Bidar on va morir el 1436. El va succeir el seu fill Ala al-Din Ahmad II (1436-1458) que altra vegada va fer la guerra contra Vijayanagar, però aquesta vegada fou derrotat (1443). Ala al-Din fou succeït el 1458 pel seu fill Humayun conegut com "el Cruel"; poc després de pujar al tron va marxar cap a Nalgonda per sufocar una revolta que havia esclatat a les províncies de Telingana; però mentre era allí es va assabentar d'una revolta a Bidar i va deixar la direcció de la campanya al seu ministre, retornant a Bidar on va fer matar milers de persones innocents; els caps hindús locals de la regió de Warangal tenien l'ajut d'Orissa, i el general d'aquest regne, Hamvira, va ocupar Warangal el 1460.
Les crueltats del sultà bahmànida es van acabar només amb la seva mort el 1461, pujant al tron el seu fill gran Nizam al-Din Ahmad III (1461-1463). El 1461/1462 Mahmud Khaldji de Malwa i el seu aliat gudjapati radja d'Orissa, Kapilendra, es van aliar i van poder ocupar Bidar i els bahmànides es van salvar només per la intervenció de Mahmud Shah Begada de Gujarat. Mort Ahmad III el va succeir el seu germà Shams al-Din Muhammad III que va governar del 1463 al 1482. En una guerra el 1468 per la possessió de Mahur i Ellichpur, els bahmànides van ocupar temporalment Kherla, però finalment el tractat de pau va restablir els límits anteriors a la guerra entre Malwa i els bahmànides. A l'oest els bahmànides dominaven Dabul i Chowl però no podien controlar la regió costanera a l'oest dels Ghats i no podien impedir les incursions dels reis de Khelna i de Sangameshwar fins que els bahmànides, en temps del wazir Mahmud Gawan, van poder ocupar Sangameshwar i Goa el 1471 i 1472. Aquest regnat és famós pel govern i execució de Mahmud Gawan. El sultanat va arribar a les aigües de la badia de Bengala el 1472 però Orissa es va imposar. Conflictes interns a Orissa van permetre als bahmànides reprendre la guerra (1477/1478 i 1480) per estendre el seu domini cap al golf de Bengala, domini que van aconseguir temporalment. Telangana fou dividida en dos províncies amb capitals a Warangal i Rajahmundry. El 1481 va fer una darrera guerra amb Vijayanagar; la disputada regió del Doab va quedar com a terra de ningú entre els dos estats (fins que Krishnal Deva Raya de Vijayanagar la va incorporar definitivament el 1509). El sultà va morir el 1482 i el va succeir el seu fill Mahmud Shah, dedicat als plaers i la disbauxa; va començar la descomposició de l'estat i es van formar cinc sultanats rivals: Sultanat de Bijapur, Sultanat d'Ahmednagar, Sultanat de Golconda, Sultanat de Bidar i Sultanat de Berar.
Kasim Barid va esdevenir el ministre principal del sultà i el va induir a fer la guerra contra Yusuf Adil Khan, que governava a Bijapur com a sultà independent; però les forces bahmànides foren derrotades i el sultà va haver de retornar a Bidar. Kasim va morir el 1504 i el seu fill emir Barid va esdevenir ministre i de fet tenia tot el poder a les seves mans (vegeu baridxàhida). Mort Yusuf Khan el 1510, emir va intentar altre cop dominar Bijapur. Mahmud Shah va morir el 1518 i el va succeir el seu fill Ahmad Shah IV, sense cap poder, i morí al cap de poc (1520); el seu fill Ala al-Din fou assassinat per emir Barid que va posar al tron a Wali Allah Shah (1520-1523) i després a Kalim Allah Shah (1523-1526); finalment el segon fou enviat en exili a Ahmadnagar on va morir un temps després (va reclamar el tron fins a la seva mort vers el 1537). Fou el darrer representant de la dinastia que havia governat més de 180 anys.
emir Barid va assolir el poder total (peo no el títol) i després de constants guerres amb Bijapur i Berar va morir a Dawlatabad (1538), i el va succeir el seu fill Ali Barid, que va agafar el títol de xa.

## Sultans a Ahsanabad-Gulbarga
- Ala al-Din Hasan Bahman Shah 1347-1358
- Muhammad Shah I 1358-1375
- Ala al-Din Mudjahid Shah 1375-1378
- Dawud Shah I 1378
- Muhammad Shah II 1378-1397
- Ghiyath al-Din Shah 1397 (dos mesos)
- Shams al-Din Dawud Shah II 1397 (cinc mesos)
- Tadj al-Din Firuz Shah 1397-1422

## Sultans a Muhammadabad-Bidar
- Shihab al-Din Ahmad I 1422-1436
- Ala al-Din Ahmad II 1436-1458
- Ala al-Din Humayun 1458-1461
- Nizam al-Din Ahmad III 1461-1463
- Xams al-Din Muhàmmad III 1463-1482
- Xihab al-Din Mahmud 1482-1518
- Ahmad IV Vira Shah 1518-1521
- Ala al-Din Shah 1521-1522
- Wali Allah Shah 1522-1525
- Kalim Allah Shah 1525-1527 (va reclamar el tron fins al 1536/1537)